# Informática jurídica
A informática jurídica é o processamento e armazenamento eletrônico das informações jurídicas, com caráter complementar ao trabalho do operador do Direito; é o estudo da aplicação da informática como instrumento, e o conseqüente impacto na produtividade dos profissionais da área. Trata-se da aplicação da informática no Direito e em seus processos e procedimentos inerentes.
Compreende a correta utilização de editores de texto, instalação de programas, utilização de certificados digitais, envio de emails, criação de sites ou blogs, e manuseio do hardware correspondente, entre outras opções. Não se confunde com Direito da Informática.
Dentre as grandes manifestações da "Informática Jurídica", citamos o Processo Eletrônico, diga-se, a possibilidade, graças a informática, da prática de atos processuais pela via digital, com grande economia de tempo e despesas, sobretudo, cooperando para a prestação jurisdicional mais ágil e efetiva.